# Koffi Olomidé
Koffi Olomidé, de son vrai nom Antoine Christophe Agbepa Mumba, né le 13 juillet 1956 à Stanleyville (Congo belge), est auteur-compositeur-interprète et producteur kino-congolais.
Après ses débuts en tant que parolier pour divers musiciens de la scène congolaise, il se fait remarquer par le public en 1977 avec Synza, chantée en trio avec Papa Wemba et King Kester Emeneya. 
En 1986, il crée et dirige l'orchestre Quartier Latin Entreprise qui l'accompagne sur scène et sur ses albums à partir de 1992. L'orchestre verra passer dans ses rangs de futures stars de la musique tels que Fally Ipupa ou Ferre Gola. Sa carrière connaît un second rebond à partir de 1990 lorsqu'il rejoint Sonodisc.
Il est considéré comme une légende de la musique congolaise et même africaine. Sa carrière couvre près de cinq décennies. Il est le premier artiste noir-africain à remplir la salle de Bercy et l'un des 12 artistes musiciens africains (et seul congolais) à être cité dans les 1001 albums qu'il faut avoir écoutés dans sa vie. 
Olomidé a enregistré 28 albums studio, dont 7 signés avec le Quartier Latin, un en collaboration avec Papa Wemba et 18 albums live pour un total de plus de 300 chansons. Son travail lui vaudra 7 Kora Awards, dont 4 durant l'édition de 2002 grâce à son album Effrakata.
Il lance son propre label Koffi Central en 2013 et publie le 13 octobre 2015, 13ème apôtre, un quadruple album de quarante chansons qu'il déclare le dernier album de sa carrière. Il revient un peu plus tard avec Nyataquance et Légende.

## Biographie

### Enfance
Koffi Olomidé est l'enfant de Amy Angélique Muyonge et Charles Agbepa. Il grandit dans la commune de Lemba à Kinshasa, jusqu'à ce qu'il déménage avec sa famille en 1973 pour Lingwala toujours à Kinshasa.
Jeune, il veut devenir footballeur, et écoute les musiques de la rumba congolaise de Franco Luambo, Grand Kalle, Vicky Longomba ou encore Tabu Ley Rochereau, l'artiste dont il s'inspirera tout au long de sa carrière. Au sein de la nouvelle génération de musiciens congolais, Antoine, alors âgé de 13 ans, apprécie beaucoup le musicien de Zaïko Langa Langa Jules Presley (dit Papa Wemba), et apprend à jouer de la guitare grâce à l'aide d'un voisin.
À 18 ans, il obtient un bac scientifique et son père lui permet d'aller continuer ses études en France à l'université de Bordeaux. Au milieu des années 1970, Koffi revient à Kinshasa lors des vacances scolaires et devient parolier pour des artistes de la scène zaïroise. Il gagne le surnom d'étudiant le plus célèbre du Zaïre et est dès lors distingué par Papa Wemba, qui venait de quitter le groupe Zaïko, tout en travaillant toujours avec lui en tant que parolier.

### Débuts musicaux (1977-1983)
Encouragé par son grand frère, Koffi entre en studio pendant ses vacances à Kinshasa. Il commence à enregistrer ses propres chansons, telles qu'Onia. Celle-ci rencontre peu de succès mais sera reprise plus tard sous le titre Tsiane dans l'album Pas de faux pas.
Lorsque Papa Wemba crée l'orchestre Viva La Musica, Olomidé lui offre les chansons Mère supérieure, Ebalé Mbonge, Aissa na Zoé qui permettront à Wemba de connaître un véritable succès.
En 1977, accompagné de ce dernier et Kester Emeneya, il enregistre Asso et Princesse ya Synza, qui lui valent le titre de « Meilleur auteur-compositeur interprète du Zaïre ». Il publie un peu plus tard les chansons Samba Samba, Ekoti ya Nzube, Elengi ya Mbonda ou encore Bien aimée Anibo. Cette dernière lui vaudra le titre de « Meilleure vedette de la chanson zaïroise ».
Il obtient en 1980 un diplôme en sciences commerciales, avec son mémoire intitulé La commercialisation des matières premières minières du Zaïre, un atout pour celui-ci ?.

### DeNgoundaàElle et moi(1983-1984)
De retour au Zaïre, Koffi Olomidé est connu, principalement pour sa collaboration avec Papa Wemba quelques années plus tôt. Dans ce cadre sort en 1983, le premier véritable album nommé Ngounda et enregistré à Bruxelles par Roland Leclerc pour lequel il fait appel à Josky Kiambukuta du TP OK Jazz de Franco Luambo. Olomidé dira que c'était « sa première véritable expérience dans un studio professionnel ». L'album rencontre un succès mitigé, mais Koffi récidive un an plus tard avec Lady Bo avec la participation de King Kester Emeneya.

### Diva(1986)
En 1986, la carrière de Koffi est lancée avec la sortie de l'album Diva. Il est enregistré avec les musiciens de Zaïko Langa Langa. Toutefois, ses premiers textes plaisent plus aux jeunes filles qu'aux garçons. Koffi Olomidé déclare que le Tcha Tcho (aussi appelé Soukous Love), son style de musique, est pour les jeunes filles (Tcha Tcho, pona yo mwana mwasi). Il participe à deux albums en collaboration : l'un avec Yakini Kiese et l'autre avec Fafa de Molokaï.

### NgobilaetQuartier Latin Entreprise(1986)
L'année suivante, en 1986, l'album Ngobila sort sans succès. La chanson-titre raconte l'histoire d'un homme debout sur le quai du port, qui voit son amour partir en voyage et qu'il n'est pas sûr de revoir un jour. L'année 1986 marque aussi un tournant dans la carrière de Koffi, avec la création de son groupe Quartier Latin Entreprise.

### Rue d'amour(1987)
Au début de l'année 1987, on le dit mort du sida en Europe, où il séjourne. Koffi s'avère très ébranlé par cet épisode. Il compose la chanson Ngulupa dans laquelle il répond à ses détracteurs par « Bomoni té, boyoki yango, tika kotuba koloba, tuba tuba eza mabé » (« Vous n'avez rien vu mais seulement entendu, arrêtez de parler de choses que vous ne connaissez pas, la diarrhée verbale est une mauvaise chose »). Sur la maladie, il écrit dans Dieu voit tout « Kuna na mboka lola ata bato oyo ya sida, bazuaka pe kimia oyo ya seko » (« Au moins au paradis, il y a la paix éternelle, même pour ceux qui souffrent du sida »).
L'année 1987 continue avec son nouvel album intitulé Rue d'amour, opus qui sera réédité en support CD en 1992 par Sonodisc sous le titre Golden Star "dans Stéphie". C'est le premier qui comporte six titres inédits. Dans cet opus, Koffi chante pour la première fois pour des VIP. Il compose un titre Mosika na Miso (Loin des yeux) pour Claudien Likulia, le fils du général Norbert Likulia Bolongo et il rend hommage dans Myriam Moleka à la défunte Myriam, riche héritière de la famille Moleka. Comme récompense, une maison sera construite pour la star dans un quartier de Bandalungwa, à Kinshasa. Dans les autres morceaux de l'album, il chante l'amour dans le titre éponyme Stéphie, de la jalousie à son égard dans Petit frère ya Yesus et Droits de l'homme.

### Henriquet(1988)
À l'été 1988, l'album Henriquet paraît, du nom de la miss du Congo élue cette année-là. C'est un grand succès. Koffi Olomidé devient un phénomène dans le milieu musical des deux Congo. Au cours d'une émission, Lukunku Sampu, vedette de la télévision congolaise, le qualifie de « plus grande star actuelle de la musique zaïroise ». Comme le précédent album, il est composé de six morceaux. En plus du titre éponyme, deux titres connaissent le succès : Orphelinat et Djino. À la sortie du disque, les mélomanes notent quelques changements, sûrement dus à cette première collaboration avec l'arrangeur capverdien Manu Lima.

### Elle et moi(1989)
Les années 1980 se terminent par la sortie en août 1989 de l'album Elle et moi. La chanson Elle et moi est dédiée à sa fille Minou. Dans cet opus, Koffi joue de la guitare et de la basse, et travaille une nouvelle fois avec l'arrangeur capverdien Manu Lima. Le Tcha Tcho prend une nouvelle connotation. Le son et le rythme sont plus modernes, l'animation propre à la musique congolaise s'affirme davantage.

### Les prisonniers dorment(1990-1991)
En fin 1990, Koffi Olomidé sort l'album Les prisonniers dorment, chez sa nouvelle maison de disques Sonodisc. Le public est déçu, il s'attendait à une suite d'Elle et moi. Gilles Obringer classe l'album premier dans son émission Canal Tropical sur RFI.
Les années 1990 marquent son apogée. Il devient une figure emblématique de la musique en Afrique avec son propre style le Tcha-Tcho et[réf. nécessaire] décroche, en 1994, son premier disque d'or pour son album Noblesse Oblige. Il publiera 13 albums, dont un avec Papa Wemba.
Durant l'année 1991, plusieurs prix lui sont décernés au cours des trophées de la musique zaïroise. Koffi est désigné meilleur auteur compositeur, l'album Les prisonniers dorment « meilleur album de l'année ». Le titre Zéro faute termine à la deuxième place. Quelques mois plus tôt, il a reçu des trophées similaires sur RFI.

### Haut de gamme / Koweït, rive gauche(1992)
Le Rambo, marque l'année 1992. En février, avec la sortie de son album Haut de gamme / Koweït, rive gauche, il fait partie des 1001 albums qu'il faut avoir écoutés dans sa vie,. En septembre 1992, le 1er album de son groupe Quartier Latin intitulé Pas de faux pas voit le jour. Il enchaîne des tournées à travers le continent et est invité à jouer au palais présidentiel du Gabon par le président Omar Bongo Ondimba, ainsi que durant la campagne présidentielle congolaise par le président Denis Sassou-Nguesso.
La même année, il est arrêté aux côtés de N'Yoka Longo après avoir été convoqué par le procureur général de Kinshasa pour animations obscènes dans leurs chansons. Ils sont libérés trois jours après et reprennent leurs activités musicales.

### Noblesse Oblige(1993)
En 1993, il publie l'album Noblesse Oblige qui devient disque d'or avec plus de 100 000 exemplaires vendus. Koffi nomme ses fans les Koffiettes et Koffiphiles.

### Magie(1994)
En 1994, sort le 2e album du groupe Magie dont les clips sont tournés aux États-Unis et à Paris. Fin octobre, le chanteur obtient un premier triomphe parisien pour son spectacle au Parc des expositions de la porte de Versailles. Fin novembre, Koffi Olomidé et le Quartier Latin International sont à la 6ème place des ventes de la Fnac à Paris. Le 10 décembre 1994, au Palais des Congrès de l'hôtel Ivoire à Abidjan, Koffi Olomidé reçoit 2 distinctions aux Africar Music Awards : celui de meilleur chanteur remis en main propre par le chef d'état, et celui du meilleur clip. Il termine l'année en faisant danser ses fans toute la nuit de Noël au fameux Aquaboulevard de Paris.

### V12(1995)
En octobre 1995, l'album V12 sort, impressionne et devient son second disque d'or, avec plus de 100 000 exemplaires vendus. La chanson phare Fouta Djallon est classé dans le top 20 de la rumba congolaise. Et en décembre, l'album est présenté durant le concert à l'Intercontinental d'Abidjan.[réf. nécessaire]

### Wake Up(1996)
En 1996, il sort l'album Wake Up en collaboration avec Papa Wemba. Ce qui met fin aux ragots prétendant qu'ils sont en rivalité jusqu'à la fin de la même année.

### UltimatumetLoi(1997)
Deux albums sortent en 1997 : Ultimatum (le 3e album du groupe) et Loi. Loi, du titre éponyme de son album Loi, est un générique qui sera la marque du Ndombolo, une danse qui fera bouger toute l'Afrique de la fin des années 1990 jusque dans les années 2000. L'album devient disque d'or avec plus de 100 000 exemplaires vendus.
Koffi Olomidé sort cette même année sa première compilation N’djoli regroupant ses premières chansons des années 1978 et 1979 avec la participation de Papa Wemba et Viva La Musica dont King Kester Emeneya, et Zaïko Langa Langa.
L'année 1998 est marquée par la sortie le 31 décembre de l'album Droit de Veto du Quartier Latin, et ses productions scéniques : le 29 août, à  l'Olympia de Paris (avec près de 2000 personnes refusées à l'extérieur de la salle) ; le 7 novembre, au Zénith de Paris (avec 7000 personnes réunies) ; et au Brixton Academy pour la première fois. Une semaine après son concert à l'Olympia de Paris, il remporte pour la première fois le prix du meilleur artiste d'Afrique centrale aux Kora Awards.

### Attentat(1999)
Koffi Olomidé, maintenant surnommé Nkolo Lupemba, recrute de nouveaux musiciens et sort en novembre 1999 l'album Attentat, titre choisi en hommage aux Attentats des ambassades américaines en Afrique du 7 août 1998. L'album devient disque d'or en 2 mois, avec plus de 100 000 exemplaires vendus. L'album est enregistré à Paris et en Afrique du Sud.

### Les années 2000
Le 19 février 2000, il est le 1er artiste africain à se produire et à remplir la plus grande salle de France, le Palais omnisports de Paris-Bercy,. Il remplit les 17 000 places sans autre promotion que le bouche-à-oreille. Le concert est filmé par des journalistes de France 2, M6, Canal +  et MCM Africa,. Cet événement se produit à la suite de ses précédents concerts à guichets fermés, au Parc des expositions de la porte de Versailles le 14 août 1993, à l'Olympia le 29 août 1998, au Zénith de Paris le 7 novembre 1998.
Enfin, le 5e album du Quartier Latin, Force de Frappe, sort avec des chansons tels que Eternellement de Fally Ipupa, Dulcinée d'Eric Tutsi, Kompressor de Mamale Manzenza, Cotisation de Nseka Kudifelela, Aquarelle de Jordan Kusa et beaucoup d'autres...
Il se produit pour la 2e fois le 14 juillet 2001 au Zénith de Paris. Il entame une tournée américaine et le 16 juillet, se produit au Lincoln Center à New York.
Le 7 décembre 2001, Koffi sort l'album Effrakata, un double album de 16 titres, une nouvelle fois disque d'or avec plus de 180 000 exemplaires vendus.
En 2002, il remporte en une soirée, grâce à cet album, 4 Kora pour : « meilleur artiste africain », « meilleur artiste d'Afrique centrale », « meilleur clip vidéo » ainsi que la « récompense spéciale des juges », ce qui lui vaut le surnom Quadra Kora Man. Record jamais égalé jusqu'à ce jour.
De retour à Kinshasa, grâce à cet album, Koffi et le Quartier Latin remportent les 7 récompenses suivantes : « Meilleur album de l'année », « Meilleur animateur » pour Kérozène, « Meilleur auteur/compositeur » et « Meilleur artiste-musicien » pour Koffi Olomidé, « Meilleur chanteur » pour Fally Ipupa, « Meilleur orchestre » pour Quartier Latin et « Meilleure chanson de l'année » pour Effervescent.
Le 30 mars 2002, il se produit au Stade des Martyrs de Kinshasa.
Le 7 mars 2003, le 6e et double album du groupe, Affaire d'État, sort avec des chansons telles que Ko-Ko-Ko-Ko de Fally Ipupa, Inch'Allah de Fofo le Collégien, Calvaire de Bouro Mpela, Drapeau Blanc de Soleil Wanga, Biblia de Jpson Butukondolo, Tendrement de Lola Muana, Tous Pepele de Deo Brando, Love Story de Montana Kamenga et beaucoup d'autres... Cet album, produit par David Monsoh comme Effrakata, remporte le prix du Meilleur groupe africain aux Kora Awards pour la chanson Inch'Allah (partagé avec le groupe ivoirien Anti Palu).
Le 12 avril 2003, il se produit pour la 3e fois au Zénith de Paris avec son groupe Quartier Latin International.
Le 3 mai 2003, Quadra Kora Man et Quartier Latin se produisent au Stade de l'Amitié à Cotonou (Bénin). Seize personnes meurent à cause d'une bousculade due à l'affluence.
Prévu pour décembre 2003, Monde Arabe sort finalement le 15 décembre 2004. Sonodisc ayant fermé, il produit lui-même ce double album de 18 titres, distribué par Sonima.
Le 16 avril 2005, il est à l'affiche du Royal Festival Hall.
Le 4 décembre 2005, il remporte le prix du « meilleur artiste de la décennie » à la 10e édition des Kora Awards, pour la 4e fois en Afrique du Sud, avec une valise de 100 000 dollars mis en jeu par les organisateurs. Une polémique surgit à propos de son nouveau surnom Benoit XVI qu'il finira par remplacer par Benoit XVII.
Le 5 décembre 2005, il sort un maxi-single avec 2 titres nommé Boma Nga N'Elengi.
L'année suivante, le producteur Suave réédite les CD de Koffi de Magie jusqu'au Best Of Koffi Olomidé. Chaque CD contient un livret de 2 pages ; les fans protestent auprès du label Suave et commandent les anciens CD qui contiennent des livrets de plusieurs pages (par exemple : l'album Attentat contient un livret de 24 pages, l'album Effrakata contient un livret de 14 pages et beaucoup d'autres albums).
Le 19 octobre 2006, sort le 7e album du groupe Danger de Mort. Cet album sera le dernier après les départs consécutifs de certains musiciens comme Fally Ipupa, Soleil Wanga, Ferré Gola, Bouro Mpela...
Le 30 décembre 2006, il sort Swi un maxi-single avec 3 titres.
Le 13 octobre 2007, il se produit pour la 4e fois au Zénith de Paris avec son nouveau groupe Les Mineurs du Quartier Latin.
Le 7 août 2008, Mopao Sarkozy sort l'album Bord Ezanga Kombo (l'album sans nom). Il donne sa chance au jeune graphiste Ivoiro-Algerien Bébé Sheïl'A de faire la pochette de l'album. Bord  Ezanga Bor est un double album de 17 titres, avec un featuring de Youssou N'Dour sur la chanson Festival et de Lokua Kanza sur Diabolos. Festival est d'ailleurs dédié à la styliste sénégalaise Diouma Dieng Diakhaté. L'album est disque d'or avec 60 000 exemplaires vendus en 4 mois. L'album sans nom est censuré par la commission de censure de la RDC au mois de janvier 2009 et dé-censurée le 23 février 2009.
La même année, en 2009, il sort La Chicotte à Papa, un maxi-single de 7 titres.

### Abracadabraet 13ème apôtre(2010-2015)
Début décembre 2011, son album Abracadabra est piraté 3 semaines avant la sortie prévue le 23 décembre 2011. Il accuse directement Les Combattants, un groupe de manifestants contre les artistes soutenant l'ancien président de la RDC (2001-2019, Joseph Kabila, d'être à l'origine de cette piraterie, et de nuire à sa carrière musicale en mettant toutes les chansons sur Internet. Son producteur décide finalement de sortir l'album le 10 janvier 2012 pour contre-attaquer pendant que Koffi donne gratuitement son nouvel album à Kinshasa. À Kinshasa, le public accuse Koffi d'atteinte à la pudeur à cause de certains cris dans la chanson Jeune Pato.
Pour la 5e fois, depuis sa première fois en 1998, il fait le Zénith de Paris le 16 mai 2009 .
En mai 2013, Koffi Olomidé démarre les travaux d'enregistrement de son nouvel album 13e Apôtre, et annonce que ce sera son 20e et dernier album de chansons inédites.
Milieu 2014, Koffi Olomidé démarre le tournage des clips de certaines chansons et invite quiconque à participer à l'album s'il veut faire un featuring.
En juillet, pour le dernier album de Koffi Olomidé, une polémique enfle à propos de la participation de Ferré Gola et non de Fally Ipupa, les deux rivales de la 5e génération de la musique congolaise,.
Il est en froid avec l'artiste JB Mpiana qui lui attribue le surnom de Vieux Ebola. Pour le contrer, Koffi utilise ce surnom sur les banderoles qui annoncent sa prochaine production du 2 novembre 2014. 
Il est interpellé le 21 octobre 2014, par la police kinoise. Le directeur de l'information et de la communication de la police, le colonel Pierrot Mwana-Mputu déclare : « Il s'est présenté comme (Vieux) Ebola alors que nous sommes en train de combattre cette épidémie. C'est une immoralité, (…) c'est un contre-message qu'il est en train de diffuser. Ebola, ça signifie la mort. C'est comme si nous ramions à contre-courant des efforts de la communauté internationale pour vaincre la fièvre hémorragique. »,.
Le 26 juillet 2015, sur la RTNC  dans l'émission Karibu Variétés, Mopao Mokonzi annonce que son dernier album de chanson inédites 13e Apôtre sortira le 13 octobre 2015. L'album sort comme prévu à cette date et est composé de 39 titres répartis sur quatre CDs. L'album se vend à plus de 22.000 exemplaires en 1 jour, 46 000 exemplaires en une semaine et se classe n°1 dans le classement iTunes Store catégorie Musiques du Monde et no 15 dans le classement iTunes monde.
La chanson phare Selfie (parfois appelé Ekoti té) est un grand succès avec un million de vues en 3 semaines sur Youtube. Elle devient un phénomène avec l'hashtag #OpérationSelfie utilisé sur les réseaux sociaux. Il sera même repris par le chanteur français Matt Pokora, le joueur de football Didier Drogba et ses coéquipiers de L'Impact de Montréal, et aussi par l'International franco-congolais Blaise Matuidi.
En hommage à sa carrière, Trace Africa lui consacre le mois d'octobre, plusieurs émissions retracent son parcours, un documentaire de 25 minutes décrit sa vie quotidienne et sa carrière. Les chaines françaises TV5 Monde et France 24, ainsi que d'autres chaines dans le monde (Canada, Côte d'Ivoire…) parlent du phénomène Selfie.
Il se consacre à la production de jeunes artistes avec son label Koffi Central et continue à diriger son groupe Quartier Latin.

### Fin de carrière et retour (depuis 2016)
Le 7 août 2016, il reparaît sur scène à Brazzaville pour la célébration des 10 ans de carrière de Fally Ipupa, un ancien membre de son orchestre Quartier Latin, et se produit, le 13 août 2016, au stade Vélodrome de Kintambo sous le thème Koffi chante librement.
En 2017, il revient avec un projet de 10 titres intitulé Nyataquance.

### Procédures judiciaires
En 2006, il est condamné en France à un an de prison avec sursis pour fraude fiscale.
Il soutient publiquement au Rwanda, la candidature du parti FPR (élections de 2010) et de son leader Paul Kagamé.
En 2012, le 13 février, Koffi est mis en examen par la juge d'instruction du Tribunal de Grande Instance de Nanterre, Sylvie Daunis, pour viol sur mineure de quinze ans, séquestration, aide à l'entrée et au séjour d'une étrangère en France et conditions de travail ou d'hébergement contraires à la dignité humaine sur quatre danseuses de son groupe,. Peu après, sans attendre la décision du magistrat, alors qu'il s'était présenté de son plein gré au tribunal, Olomidé s'enfuit et rentre à Kinshasa . Dans cette affaire, il est renvoyé le 31 janvier 2018 devant le tribunal correctionnel pour atteintes sexuelles avec violence, contrainte, menace ou surprise par personne ayant autorité, aide à l'entrée et au séjour d'une étrangère en France et conditions de travail ou d'hébergement contraires à la dignité humaine. Il est depuis 2009 sous le coup d'un mandat d'arrêt international, mandat renouvelé en 2012
Le 16 août 2012, il est condamné à 3 mois de prison avec sursis pour coups et blessures sur son ancien producteur Diego Music. Koffi Olomidé se serait battu dans l'hôtel Venus avec son producteur à cause de plusieurs milliers d'euros que Koffi aurait versés pour un clip vidéo qui n'a jamais été fait.
Le 22 juillet 2016, à l'Aéroport de Nairobi, il est arrêté et placé en garde à vue, quelques heures après avoir donné un violent coup de pied à l'une de ses danseuses en public. Le film de l'agression fait le tour d'internet, provoquant la colère d'internautes. Il est expulsé, le lendemain vers la RDC. À la suite de cette affaire, il est interpellé le 26 juillet 2016 par le chef de la police de Kinshasa, Célestin Kanyama, et placé en détention provisoire à la Prison de Makala pour coups et blessures volontaires jusqu'à sa libération sous caution le 30 juillet 2016.
Le 18 mars 2019, il est condamné à deux ans de prison avec sursis par le tribunal de Nanterre pour « atteinte sexuelle sur mineure de 15 ans ». Il était poursuivi pour « atteintes sexuelles avec violence, contrainte, menace ou surprise par personne ayant autorité » et « séquestration ». Le parquet avait requis sept ans de prison.
En octobre 2021, huit ans de prison ferme sont requis en appel pour les mêmes faits. Il est relaxé pour les faits d'agressions sexuelles, mais condamné pour séquestration.

### Vie privée
Koffi épouse Marianne Makosso en premier mariage, ils ont 3 enfants. Deux autres enfants, sont issus d'unions libres. Il se remariera avec une femme nommée Aliane avec qui il a trois enfantspuis ils divorceront. Il sera ensuite en relation avec sa chanteuse Cindy Le Coeur.
Depuis sa séparation avec la mère de ses trois enfants koffi et en conflit avec sa fille didi-stone 

## Récompenses
Il est l'un des plus grands vendeurs de disque en Afrique. Il obtient 6 Kora et un autre Kora Awards va à son orchestre Quartier Latin International Kora Awards : 4 durant l'édition de 2002 grâce à son album Effrakata,,, ainsi qu'un Kora Award de l'artiste de la décennie en 2005. Il est également cité dans Les 1001 albums qu'il faut avoir écoutés dans sa vie.
- 1998 : Kora Award du meilleur artiste d'Afrique centrale
- 2002 : Kora Award du meilleur artiste d'Afrique centrale
- 2002 : Kora Award de la meilleure vidéo d'Afrique :
- 2002 : Kora Award du meilleur artiste masculin d'Afrique
- 2002 : Kora Award : Prix spécial du Jury
- 2005 : Kora Award : récompense pour l'ensemble de sa carrière

## Discographie
En 41 ans de carrière solo, Koffi Olomidé a réalisé plus d'une trentaine d'albums, dont 7 avec son groupe Quartier Latin, 2 avec son groupe Les Mineurs du Quartier Latin, et un album en collaboration avec Papa Wemba. Il a rempli des stades et vendu des millions de cassettes en Afrique. Il est l'un des plus gros vendeurs d'albums africains en Europe. Ses extravagances animent régulièrement les folles nuits de Kinshasa et celles de la diaspora zaïroise à Paris.
Malgré sa carrière solo, il a récemment multiplié des collaborations avec des artistes de la nouvelle génération comme Gaz mawete avec le titre Eza pasi,  innocent balume avec le titre Taxi, Mbok'Ekengi, N'abandonne pas avec Gally Garvey où il a figurait parmi les invités dans son album "Amour & moi"

### Albums solo
- 1983 : Ngounda
- 1984 : Lady Bo
- 1986 : Ngobila
- 1986 : Diva
- 1987 : Rue d'amour
- 1988 : Henriquet
- 1989 : Elle et moi
- 1990 : Les prisonniers dorment...
- 1992 : Haut de gamme/Koweït, rive gauche
- 1993 : Noblesse Oblige
- 1995 : V12
- 1997 : Loi
- 1999 : Attentat
- 2001 : Effrakata
- 2004 : Monde Arabe
- 2008 : Bord Ezanga Kombo
- 2012 : Abracadabra
- 2015 : 13ième apôtre
- 2017 : Nyataquance
- 2022 : Légende Ed. Diamond
- 2024 : "Platinium, Vol. 2"
- 2025 : "GOAT Intemporel, Vol. 1"

### Albums du groupe Quartier Latin International
- 1992 : Pas de faux pas
- 1994 : Magie
- 1997 : Ultimatum
- 1998 : Droit de véto
- 2000 : Force de frappe
- 2003 : Affaire d'état
- 2006 : Danger de mort

### Albums communs
- 1987 : Aï Aï Aï, La bombe éclate (duo avec Rigo Star)
- 1987 : Dieu voit tout (duo avec Fafa De Molokaï)
- 1996 : Wake Up (duo avec Papa Wemba)

### Maxi-Singles
- 1985 : Iko Mbele - Iko Nyuma
- 1985 : Likambo Ya Soudure (Keba '85 Vol.2)
- 2005 : Boma Nga N'Elengi
- 2006 : Swi
- 2009 : La Chicotte à Papa
- 2015 : Bana Zebola

### Compilations
- 1990 : Tcha Tcho
- 1997 : N’djoli 78-79
- 1997 : Chante (1985/1986)
- 1998 : Ngounda